# Route nationale 2 (Francia)
La route nationale 2 (RN 2 o N 2) è una strada nazionale lunga 225 km che parte da Parigi e termina alla frontiera belga dopo Maubeuge. Viene comunemente chiamata anche Route des Flandres, ovvero Strada delle Fiandre.

## Percorso
Comincia  a Porte de la Villette nella capitale francese. Un tempo passava per Roissy-en-France, ma il tracciato fu modificato quando, negli anni settanta, si costruì il nuovo aeroporto Charles de Gaulle: la N2 si spostò quindi più a sud. Passa per Mitry-Mory e Dammartin-en-Goële, poi non incontra centri abitati di rilievo fino a Soissons, nell’Alta Francia (ex Piccardia).
Giunge in seguito a Laon, a Vervins vira a nord ed attraversa il Parco naturale regionale dell'Avesnois, quindi serve l’ultima città, Maubeuge. Termina a Bettignies, al confine con il Belgio, dove viene continuata dalla strada nazionale 6 che conduce a Bruxelles.